# Zębowice
Zębowice (německy Zembowitz) je vesnice gminy Zębowice v okrese Olesno v Opolském vojvodství. Z historického hlediska leží v Horním Slezsku.

## Název
V latinské kronice Liber fundationis episcopatus Vratislaviensis (Kniha dávek vratislavského biskupa) sepsaná v letech 1295–1305 byla osada nazývána Sambowitz. V roce 1936 hitlerovská administrativa Třetí říše chtěla zahladit slovanský původ vesnice a tak byla přejmenována na Föhrendorf.

## Historie
Z období vlády Boleslava II Opolského je zmiňován dědic ze Zębowic (Sambowicz) nějaký Stasco (Staszko, Stanisłav). V období Boleslava V v roce 1447 Zębowice se staly farností a byl zde postaven dřevěný kostel, který se nachází od roku 1925 v Gliwicích. V polovině 19. století ve vesnici žilo 598 obyvatel. Byl zde zámek z počátku 19. století, 73 domy, dvůr s ovčínem, jedna katolická škola, dva vodní mlýny, pivovar, kořalna, varna potaše pro sklárnu Knieji na Poliwodze, vápenka, dvě knížecí kovárny na výrobu tyčového železa. Koncem roku 1868 byla uvedena do provozu železnice. Na přelomu 19. a 20. století působily ve vesnici kulturní spolky Sdružení lidových knihoven (Towarzystwo Czytelni Ludowych), Gymnastické sdružení Sokol (Towarzystwo Gimnastyczne Sokół), pěvecké sbory. V letech 1910–1911 byl postaven nový zděný kostel. Po ukončení první světové války se Zębowice ocitly na území Německa. Posledním majitelem vesnice od roku 1834 byla ratibořská knížata z rodu Hohenlohe.

## Počet obyvatel
V obci žije přibližně 1 300 obyvatel. V roce 2011 v Zębowicích žilo 1392 obyvatel (698 mužů a 694 žen).

## Části obce
Borowiany, Malinów, Nowa Wieś, Osina

## Památky
- zámecký komplex z přelomu 18. a 19. století, který je zapsán v registru Institutu národního dědictví v seznamu památek.[4]